# Indiana Jones and the Great Circle
Indiana Jones and the Great Circle je akční adventura z roku 2024, kterou vyvinula společnost MachineGames a vydala Bethesda Softworks. Je založena na sérii Indiana Jones a obsahuje originální příběh, který čerpá z filmové série. 

## Příběh
Příběh se odehrává mezi událostmi filmů Dobyvatelé ztracené archy (1981) a Indiana Jones a poslední křížová výprava (1989) a sleduje archeologa Indiana Jonese v roce 1937, který se snaží zmařit různé skupiny, které se snaží využít sílu spojenou s Velkým kruhem, což odkazuje na tajemná místa po celém světě, která na mapě dohromady tvoří dokonalý kruh. Hra se odehrává na mnoha místech reálného světa, například ve Vatikánu, Thajsku, Egyptě a Číně.

## Hratelnost
Indiana Jones and the Great Circle se hraje především z pohledu první osoby, přičemž třetí osoba se používá pro kontextové prvky, jako je interakce s prostředím. Hráči ovládají Indiana Jonese, který prochází kombinací lineárních, příběhově citlivých oblastí a širších, průzkumných krajin. 
Do soubojů se lze zapojit, nebo je zcela obejít pomocí stealth mechanik, a charakteristický bič postavy lze použít jako zbraň i jako prostředek k překonávání překážek a řešení různých hádanek, které odhalují alternativní cesty a skryté sběratelské předměty.

## Vývoj
Bethesda a MachineGames společně oznámily vývoj hry v lednu 2021 ve spolupráci s Lucasfilm Games. Hru režíroval Jerk Gustafsson, skladatel Gordy Haab přispěl originálními skladbami a reinterpretací klasických témat z filmů od Johna Williamse. 
Todd Howard z Bethesda Game Studios vymyslel příběh hry a působil jako výkonný producent, přičemž hru považoval za svůj hlavní projekt. Hlas a motion capture Indiana Jonese, jehož podoba jinak vychází z Harrisona Forda, který ho ztvárnil ve filmech, obstaral Troy Baker. Ve vedlejších rolích se představí Alessandra Mastronardi a Tony Todd.

## Vydání a ohlasy
Hra Indiana Jones and the Great Circle byla vydána v prosinci 2024 pro Windows a Xbox Series X/S. Verze pro PlayStation 5 byla vydána v dubnu 2025. Hra získala vesměs pozitivní recenze a několik nominací na konci roku, včetně hry roku v soutěži D.I.C.E. Awards.